# Luigi Maggi
Luigi Maggi est un acteur et réalisateur italien, né le 21 décembre 1867 à Turin, où il est mort le 22 août 1946.

## Biographie
D'abord typographe, puis acteur et metteur en scène amateur pour le théâtre, il est recruté comme acteur en 1906 par la nouvelle compagnie de production cinématographique Ambrosio Film. Il commence presque aussitôt la réalisation de films, le plus souvent des drames sur fond historique. Son premier grand succès fut Les Derniers Jours de Pompéi (Gli ultimi giorni di Pompei) en 1908. En 1911, il réalise et joue dans Les Noces d'or, film qui reçoit le premier prix dans sa catégorie à l’Exposition universelle de 1911. En 1912, il réalise Satan, un portrait en trois parties de Satan à des époques différentes.
La participation de Maggi à la Première Guerre mondiale interrompt sa carrière de réalisateur. Il travaille uniquement comme acteur à son retour, puis met un terme définitif à sa carrière au début des années 1920.

## Filmographie

### Comme réalisateur
- 1907 : Vendetta di pagliaccio
- 1907 : Vendetta alsaziana
- 1908 : Il conte di Montecristo (it), d'après le roman d'Alexandre Dumas
- 1908 : Il calvario di un maestro
- 1908 : I fiori di Sant'Antonio
- 1908 : Les Derniers Jours de Pompéi (Gli ultimi giorni di Pompei), réalisé en collaboration avec Arturo Ambrosio
- 1909 : Messieurs les voleurs (it) (Signori ladri)
- 1909 : Il signore metodico
- 1909 : Le Piano silencieux (it) (Pianoforte silenzioso)
- 1909 : L'Otage (L'ostaggio)
- 1909 : Louis XI (Luigi XI, re di Francia)
- 1909 : Galilée, l'inventeur du pendule (it) (Galileo Galilei)
- 1909 : Le Fils de la Forêt (Il figlio delle selve)
- 1909 : Le Diable boiteux (it) (Il diavolo zoppo)
- 1909 : Le Cœur d'une mère (Cuore di mamma)
- 1909 : L'Espionne (it) (Amore e patria)
- 1909 : Torquato Tasso (it)
- 1909 : Parjure (it) (Spergiura!)
- 1909 : Néron (it) (Nerone)
- 1909 : Le Petit Vendéen (it) (Il piccolo vandeano (Episodio della guerra fra i bianchi e gli azzurri nella rivoluzione francese del 1789))
- 1910 : La Vierge de Babylone (it) (La vergine di Babilonia)
- 1910 : Vendetta fatale
- 1910 : Il segreto del lago
- 1910 : Le Secret d'une fiancée (it) (Il segreto della fidanzata)
- 1910 : Il segreto del gobbo
- 1910 : La Reine de Ninive (it) (La regina di Ninive)
- 1910 : La Prise de Saragosse (it) (La presa di Saragozza)
- 1910 : Il guanto
- 1910 : Roland le Grenadier (it) (Il granatiere Roland)
- 1910 : La Forge de Schiller (it) (La fucina)
- 1910 : Estrellita (it)
- 1910 : Alibi atroce (it)
- 1910 : Didon abandonnée (it) (Didone abbandonata)
- 1910 : Il danaro di Giuda (Vandea 1793)
- 1910 : Le Courrier de l'empereur (it) (Il corriere dell'imperatore)
- 1910 : Sixte-Quint (it) (Sisto V)
- 1910 : La ballata della strega
- 1910 : Schiavo di Cartagine, Lo
- 1911 : La Tigresse (La tigre)
- 1911 : Il sogno di un tramonto d'autunno
- 1911 : Fiaccola sotto il moggio
- 1911 : Il debito dell'Imperatore (it)
- 1911 : Le Rendez-vous suprême (it) (Il convegno supremo)
- 1911 : Gulnara (Storia dell'indipendenza greca 1820-1830)
- 1911 : Les Noces d'or (Nozze d'oro)
- 1912 : Il vecchio nido
- 1912 : La Gioconda (it)
- 1912 : La Rose rouge (La rosa rossa)
- 1912 : La Cible humaine (it) (Il bersaglio vivente)
- 1912 : Satan (Satana)
- 1912 : Le Navire aux lions (it) (La nave dei leoni)
- 1913 : L'uomo giallo
- 1913 : Il sogno di Aissa
- 1913 : Le Mariage de Figaro (Le nozze di Figaro)
- 1913 : La Fille de Zaza (it) (La figlia di Zazà)
- 1913 : Fricot et le Monument (it) (Fricot e la statua)
- 1913 : Fricot chanteur des rues (it) (Fricot cantastorie)
- 1913 : Il notturno di Chopin (it)
- 1913 : La lampada della nonna
- 1914 : Le rose della Madonna
- 1914 : Per un'ora d'amore
- 1914 : Le Lion de Venise (it) (Il leone di Venezia)
- 1914 : Il gran giudice
- 1914 : Il fornaretto di Venezia (it)
- 1914 : Delenda Carthago! (Tragedia dell'età antica)
- 1914 : Les Aventures extraordinaires de Saturnin Farandoul (Le avventure straordinarissime di Saturnino Farandola)
- 1916 : Maciste, Chasseur alpin (Maciste alpino)
- 1919 : La gibigianna
- 1919 : Cuor di ferro e cuor d'oro (it)
- 1919 : La cantoniera n. 13 (it)
- 1920 : Il mistero dei bauli neri
- 1920 : Gens nova (it)
- 1920 : Figuretta
- 1920 : La danza delle ore
- 1920 : Il castello dell'uragano
- 1921 : La ruota del falco
- 1921 : Il giro del mondo di un birichino di Parigi (it)
- 1921 : I conquistatori
- 1921 : Angeli e demoni
- 1922 : La lanterna di Diogene
- 1923 : Ali spezzate
- 1924 : La bambola vivente

### Acteur
- 1906 : Le Roman d'un enfant abandonné (Il romanzo di un derelitto)
- 1908 : Les Derniers Jours de Pompéi (Gli Ultimi giorni di Pompei) : Arbace
- 1909 : Torquato Tasso
- 1909 : Spergiura
- 1909 : Signori ladri
- 1909 : Le Piano silencieux (Pianoforte silenzioso)
- 1909 : Pauli
- 1909 : Louis XI (Luigi XI, re di Francia)
- 1909 : Amore e patria
- 1909 : Néron (Nerone)
- 1909 : Le Petit Vendéen (Il piccolo vandeano (Episodio della guerra fra i bianchi e gli azzurri nella rivoluzione francese del 1789))
- 1910 : Vendetta fatale
- 1910 : La sirena
- 1910 : La regina, di Ninive
- 1910 : La presa di Saragozza (Marzo 1809)
- 1910 : Un messaggio tra i flutti
- 1910 : Lotta d'anime
- 1910 : La fucina
- 1910 : Estrellita
- 1910 : Il danaro di Giuda (Vandea 1793)
- 1910 : Chi l'ha uccisa?
- 1910 : Alibi atroce
- 1910 : Il brutto sogno di una sartina
- 1910 : Schiavo di Cartagine, Lo
- 1911 : L'ultimo dei Frontignac
- 1911 : Il quartiermastro
- 1911 : Hircan il crudele
- 1911 : La figlia di Iorio : Alìgi
- 1911 : Un errore telefonico
- 1911 : Il debito dell'Imperatore
- 1911 : La cintura d'oro
- 1911 : Nella camorra (Scene della malavita napoletana)
- 1911 : Gulnara (Storia dell'indipendenza greca 1820-1830)
- 1911 : Les Noces d'or (Nozze d'oro) : Le père de la jeune paysanne
- 1912 : Il vecchio nido
- 1912 : Il recluso N. 75
- 1912 : Lettere dal campo
- 1912 : Il bersaglio vivente
- 1912 : Abele fratricida
- 1913 : L'uomo giallo
- 1913 : La torre dei vampiri
- 1916 : Maciste bersagliere
- 1916 : Maciste, Chasseur alpin (Maciste alpino)
- 1918 : Papà mio, mi paccion tutti!
- 1918 : La Vagabonde (La Vagabonda)
- 1919 : Rocambole
- 1919 : Lasciate fare a Niniche
- 1919 : Fiamma simbolica
- 1919 : La cantoniera n. 13
- 1920 : La danza delle ore
- 1921 : I conquistatori
- 1922 : Tragedia di bambola
- 1922 : Lucie de Trecoeur
- 1922 : La lanterna di Diogene
- 1923 : Ali spezzate